# Melbourne Orlando International Airport
Melbourne Orlando International Airport är en flygplats i Melbourne, Florida i USA. Flygplatsen har IATA-koden MLB och ICAO-koden KMLB.
Flygplatsen användes militärt under andra världskriget, men började användas för civiltrafik 1947. Flygplatsen har under åren bytt namn många gånger, och har bland annat hetat Cape Kennedy Regional Airport och Melbourne Municipal Airport.
Flygplatsen har tre landningsbanor och är belägen 10 meter över havet.